# Jacques Haller
Jacobus Edmondus (Jacques) Haller (Gent, 3 maart 1897 - aldaar, 19 december 1961) was een Belgische roeier.

## Loopbaan
Haller werd in 1920 Belgisch kampioen roeien in de skiff. op de  Europees kampioenschappen dat jaar veroverde hij de bronzen medaille. Later dat jaar werd hij op de  Olympische Spelen in Antwerpen uitgeschakeld in de eerste ronde.
In 1921 werd Haller met de acht van zijn club Club Nautique de Gand Belgisch kampioen. Op de Europese kampioenschappen haalde hij opnieuw een bronzen medaille op de acht met zijn club.

## Palmares

### skiff
- 1920:  BK
- 1920:  EK in Maçon
- 1920: 3e in eerste ronde OS in Antwerpen
- 1924:  BK

### acht
- 1921:  BK
- 1921:  EK in Amsterdam